# 레스 폴
레스 폴(Lester William Polsfuss, Les Paul)은 미국의 기타리스트이자 솔리드 바디 일렉트릭 기타를 만든 사람이다.

## 생애
테이프 녹음을 이용한 한 사람으로서, 중주(重奏)로 인기가 높은 기타 주자이다. 위스콘신주 태생으로 시카고 및 그 밖의 곳에서 활약, 1944년에 자기 트리오를 결성하였다. 1949년에는 가수인 아내 메리 포드와 함께 만든 다중녹음(多重錄音)의 레코드 <하우 하이 더 문>이 1951년에 밀리언 히트가 되어 세계적인 명성을 획득하기에 이르렀다. 비범한 기교가 놀라우며 타고난 솜씨도 훌륭하였다. 메리와는 1963년에 이혼하였다.

## 같이 보기
- 암펙스
- 깁슨 레스폴
- 깁슨 SG
- 로큰롤 명예의 전당 헌액자 목록